# Analisi del sentiment
L'analisi del sentiment o sentiment analysis (nota anche come opinion mining) è un campo dell'elaborazione del linguaggio naturale che si occupa di costruire sistemi per l'identificazione ed estrazione di opinioni dal testo. Si basa sui principali metodi di linguistica computazionale e di analisi testuale.
L'analisi del sentiment è utilizzata in molteplici settori: dalla politica ai mercati azionari, dal marketing alla comunicazione, dall'ambito sportivo a quello delle scienze mediche e naturali, dall'analisi dei social media alla valutazione delle preferenze del consumatore.

## Metodi e caratteristiche
Gli approcci esistenti all'analisi del sentiment possono essere raggruppati in 4 categorie principali:
- spotting di parole chiave;
- affinità lessicale;
- metodi statistici;
- tecniche di livello concettuale.

La prima classifica il testo da categorie influenti basata sulla presenza di parole influenti non ambigue come contento, triste, impaurito, annoiato.
L'affinità lessicale non rileva solamente le parole influenzanti, ma anche assegna arbitrariamente alle parole una probabile affinità a emozioni particolari.
I metodi statistici fanno leva invece su elementi tratti dal machine learning come analisi semantica latente, macchine a vettori di supporto, bag of words e orientazione semantica.
Per estrapolare l'opinione in un contesto e ottenerne delle caratteristiche, sono usate le relazioni grammaticali delle parole. Le relazioni sono ottenute da un'analisi sintattica profonda del testo. A differenza delle tecniche puramente sintattiche, gli approcci a livello concettuale fanno leva sugli elementi della rappresentazione della conoscenza come le ontologie e le reti semantiche, e quindi, sono capaci di rilevare semantiche che sono espresse in maniera sottile.

## Risorse di analisi del sentiment
Vocabolari sentiment e parole:
- Affective Norms for English Words (ANEW);[8][9]
- SenticNet;[10][11][10]
- SentiWordNet;[12][13]
- WordNet-Affect.[14][15]

Analizzatori di sentiment:
- AlchemyAPI[16] (commercial);
- BitextAPI[17] (commercial);
- Semantria[18] (commercial);
- Sentiment140[19] (commercial, for Twitter);
- Stanford NLP[20] (academic);
- Twinword[21] (commercial, free / unlimited);
- Werfamous[22] (free);
- WordStat[23] (commercial);
- Buzzlogix[24] (free and commercial versions).

Documenti con annotazioni manuali di sentiment che possono essere usati per valutare gli algoritmi):
- Twitter dataset in 4 languages[25]  (12,500 tweet).